# Vombatus ursinus
El wómbat común o de pelo áspero (Vombatus ursinus) es una especie de marsupial diprotodonto de la familia Vombatidae, que habita en Australia, Tasmania y las islas del estrecho de Bass. Es la única especie de su género.

## Hábitos y reproducción
El wómbat común se reproduce cada dos años y tiene una sola cría, que abandona la postura hacia atrás después de nueve a once meses (cuando pesa entre 3,5 y 6,5 kg). La cría es independiente a partir de los dieciocho meses. 